# Francesc II de les Dues Sicílies
Francesc II de les Dues Sicílies (Caserta, 1836 - Arco, Trento, 1894) fou l'últim monarca del Regne independent de les Dues Sicílies, així com l'últim representant de la branca cadet dels Borbó-Dues Sicílies al tron de Nàpols i Sicília.

## Naixement i Família
Fill del rei Ferran II de les Dues Sicílies i de la princesa Maria Cristina de Savoia. Era net per via paterna del rei Francesc I de les Dues Sicílies i de la princesa Maria Isabel d'Espanya; per via materna, ho era del rei Víctor Manuel I de Sardenya i de l'arxiduquessa Maria Teresa d'Àustria-Este.
Casat l'any 1859 amb la duquessa Maria Sofia de Baviera, filla del duc Maximilià de Baviera i de la princesa Lluïsa de Baviera, la parella tingué una única filla, Cristina, que tan sols visqué tres mesos i sobre l'autèntica paternitat de la qual hi ha seriosos dubtes.

## El regnat
Ascendí al tron l'any 1859 després de la mort del seu pare, el rei Ferran II de les Dues Sicílies. Francesc rebé importants ofertes de Cavour, en què s'oferia a Francesc la meitat dels Estats Vaticans a canvi que col·laborés i acceptés l'engrandiment del Piemont. L'oferta fou rebutjada per Francesc.
El mes de maig de l'any 1860, Giusseppe Garibaldi i mil camises roges desembarcaren a la badia de Marsala i ocuparen en pocs dies l'illa de Sicília sense trobar gaire resistència militar dels reialistes. Garibaldi i els seus soldats passaren a Nàpols i ocuparen la capital del regne. La família reial es refugià a Gaeta, on resistiren gairebé un any. L'any 1861, la totalitat de l'antic Regne de les Dues Sicílies era incorporat a la nova Itàlia.

## L'exili
Francesc i la seva muller s'instal·laren a Roma, on reberen el suport papal. Amb l'ocupació italiana del Laci i de Roma, Francesc i Maria Sofia hagueren de marxar de Roma. La parella se separà de facto i seguiren camins diferents. Francesc s'instal·là al Tirol fins a la seva mort.
Malgrat que, durant el breu regnat de Francesc, es portaren a terme dures repressions contra els liberals i qualsevol moviment democràtic, la valentia de la seva resistència durant el setge de Gaeta li atorgà una certa aura heroica.